# Hijkersmilde
Hijkersmilde (52° 56′ N, 6° 25′ L) é uma cidade dos Países Baixos, na província de Drente. Hijkersmilde pertence ao município de Midden-Drente, e está situada a 13 km southwest of Assen.